# Рамбекур-сюр-Ма
Рамбеку́р-сюр-Ма (фр. Rembercourt-sur-Mad) — коммуна во французском департаменте Мёрт и Мозель региона Лотарингия. Относится к  кантону Тиокур-Реньевиль.

## География
Ранбекур-сюр-Ма расположен в 25 км к юго-западу от Меца и в 39 км к северу от Нанси. Стоит на Рюп-де-Ма, притоке Мозеля. Соседние коммуны: Сен-Жюльен-ле-Горз на севере, Вавиль и Вильсе-сюр-Ма на северо-востоке, Жольни, Тиокур-Реньевиль и Ксамм на юго-западе.

## Демография
Население коммуны на 2010 год составляло 186 человек.
| 1962 | 1968 | 1975 | 1982 | 1990 | 1999 | 2010 |
| ---- | ---- | ---- | ---- | ---- | ---- | ---- |
| 142  | 129  | 118  | 127  | 133  | 190  | 186  |